# Торено
Торено (ісп. Toreno) — муніципалітет в Іспанії, у складі автономної спільноти Кастилія-і-Леон, у провінції Леон. Населення — 3739 осіб (2010).
Муніципалітет розташований на відстані близько 350 км на північний захід від Мадрида, 80 км на захід від Леона.
На території муніципалітету розташовані такі населені пункти: (дані про населення за 2010 рік)
- Лібран: 50 осіб
- Пардамаса: 29 осіб
- Праділья: 57 осіб
- Санта-Маріна-дель-Сіль: 43 особи
- Томбріо-де-Абахо: 217 осіб
- Торено: 2156 осіб
- Вальделалоба: 38 осіб
- Вільяр-де-лас-Трав'єсас: 69 осіб
- Томбріо-де-Арріба: 96 осіб
- Матарроса-дель-Сіль: 962 особи
- Сан-Педро-Мальйо: 21 особа
- Санта-Леокадія: 1 особа

## Демографія
Динаміка населення (INE ):